# Крис Севино
Кристофър Мейсън „Крис“ Севино (на английски: Christopher Mason Savino) е американски аниматор.

## Биография
Крис Севино е роден на 2 октомври 1971 г. в Роял Оук, Мичиган.
Той започва кариерата си в анимационната индустрия през 1991 г. и е работил в Spümcø, Joe Murray Studios, Nickelodeon Animation Studios, Хана-Барбера, Cartoon Network Studios и Disney Television Animation. Той е също така сценарист на „Малкото пони: Приятелството е магия“. През юни 2014 г. създава пилотния епизод на „Къщата на Шумникови“ чиято зелена светлина за пълни епизоди е дадена на 2 май 2016 г. На 17 октомври 2017 г. няколко жени му повдигат обвинение, че ги е изнасилил, за което е уволнен. След няколко дни се развежда с жена си.

## Кариера
- (1991)
- дизайнер, костюми (1993)
- Хей, Арнолд! – директор на сториборд (1994)
- художник сториборда, директор (2001 – 2003), режисьор, сценарист, продуцент (2001 – 2003) (1996 – 2003)
- Крава и пиле – художник монтажна маса (1997 – 1999)
- художник монтажната маса (1997 – 2000)
- създател (2000)
- Семейство Флинстоун: Пред развод – писател, художник сториборд, режисьор (2001)
- сториборд художник, продуцент (Seasons 4 – 6), сценарист, режисьор (1998 – 2005)
- Мрачните приключения на Били и Манди – художник (2002)
- Самурай Джак—режисьор (2002 – 2003)
- (2005 – 2007)
- Домът на Фостър за въображаеми приятели – писател, история, режисьор на анимацията (2004 – 2007)
- Джони Тест – сториборд художник, продуцент, режисьор (сезон 1) (2005 – 2006 г.)
- художник сториборд, Таймер (2007 – 2008)
- Малкото пони: Приятелството е магия – сценарист (2010 – 2011)
- сценарист, режисьор, продуцент (N/А)
- Йети и Грей: На свобода – създател, сценарист (N/А)
- Щурият Бутовски – изпълнителен продуцент, режисьор (2010 – 2012)
- Мики Маус – сценарист, режисьор, изпълнител на монтажната маса (2013)
- създател, сценарист, художник сториборд, изпълнителен продуцент и режисьор (2013, 2016 – )
- Къщата на Шумникови – създател, сценарист и режисьор (2016 – 2017)